# 秋田県道63号常盤峰浜線
秋田県道63号常盤峰浜線（あきたけんどう63ごう ときわみねはません）は、秋田県能代市から山本郡八峰町に至る県道（主要地方道）である。

## 概要
能代市常盤の常盤郵便局のある交差点の秋田県道64号能代二ツ井線上から米代川右岸を県道64号と重複しながら西へ進み、能代市朴瀬で県道64号から分岐して北へ進む。峰浜塙集落を経由して八峰町役場前からJR東日本 五能線と立体交差後に終点の国道101号交点に至る。なお、能代市朴瀬で県道64号起点方向から連続する能代山本広域農道と終点まで重複する。この区間のほとんどはほぼ直線道路になっている。
2012年3月までは、起点の交差点からほぼ北西方向に能代平野の平坦な土地を進み、山本郡八峰町峰浜田中で五能線 沢目駅前を通り、八峰町役場前を通るルートであった。

### 路線データ
- 総延長 : 20.490 km[2]
- 実延長 : 20.490 km[2]
- 起点 : 秋田県能代市常盤字上本郷202番1地先[3]（秋田県道64号能代二ツ井線交点）[4]
- 終点 : 秋田県山本郡八峰町峰浜目名潟字下谷地29番5（国道101号交点）[4]
- 未供用区間 : なし[2]

## 歴史
2012年（平成24年）4月1日に、起点・終点の位置はそのままで従来の八峰町峰浜字石川を通るルートを解除して能代市朴瀬から能代山本広域農道を通るルートに大幅に変更された。

### 年表
- 1974年（昭和49年）3月19日 - 常盤目名潟線として秋田県道に認定される[4]。
- 1993年（平成5年） 5月11日 - 建設省から、県道常盤目名潟線が常盤峰浜線として主要地方道に指定される[5]。
- 2012年（平成24年）4月1日 - 能代市常盤字上本郷202番1地先（従来の起点）から山本郡八峰町峰浜目名潟字目長田家後104番地先までを能代市朴瀬を経由するルートに変更し、県道64号の重複区間ならびに広域農道との重複区間を設定する[3]。なお、山本郡八峰町峰浜塙字豊前長根113番8地先から字豊前長根5番2地先の区間は県道209号に変更[6]。

## 路線状況

### 重複区間
- 秋田県道64号能代二ツ井線・秋田県道205号富根能代線（能代市常盤字上本郷・起点 - 能代市朴瀬）
- 能代山本広域農道（能代市朴瀬 - 山本郡八峰町峰浜目名潟字下谷地、終点まで）

### 冬期閉鎖区間
- なし[7]

### 交通不能区間
- なし[8]

## 地理

### 通過する自治体
- 能代市 - 山本郡八峰町

### 交差する道路
| 施設名         | 接続路線名                                                         | 備考                                               | 所在地                                                            |
| -------------- | ------------------------------------------------------------------ | -------------------------------------------------- | ----------------------------------------------------------------- |
| （県道64号上） | 秋田県道64号能代二ツ井線 （=秋田県道205号富根能代線 重複）         | 起点 県道64号・県道205号重複                       | 能代市常盤字上本郷                                                |
| 朴瀬交差点     | 秋田県道64号能代二ツ井線・能代山本広域農道 秋田県道205号富根能代線 | ここまで県道64号・県道205号と重複 以降広域農道重複 | 能代市朴瀬北緯40度12分38.56秒 東経140度4分42.55秒                 |
| 外荒巻交差点   | 秋田県道143号石川向能代線                                          | 広域農道重複区間                                   | 能代市朴瀬北緯40度15分20.57秒 東経140度4分36.77秒                 |
| 峰浜塙交差点   | 秋田県道209号塙川能代線                                            | 県道209号起点 広域農道重複区間                     | 山本郡八峰町峰浜塙字豊前長根北緯40度16分38.7秒 東経140度4分10.6秒 |
|                | 国道101号                                                          | 終点 能代山本広域農道終点                          | 山本郡八峰町峰浜目名潟字下谷地                                    |

### 沿線の施設
- 常盤郵便局
- 能代市立常盤中学校
- 八峰町役場